# Alì (film)
Alì (Ali) è un film del 2001 diretto da Michael Mann e interpretato da Will Smith.

## Trama
(Tagline del film)
Il film inizia con Cassius Clay Jr. prima del suo debutto in campionato contro il campione dei pesi massimi Sonny Liston. Clay schernisce Liston, poi domina i primi round del match. A metà, si lamenta di una sensazione di bruciore negli occhi (sottintendendo che Liston ha cercato di imbrogliare) e dice che non è in grado di continuare. Il suo allenatore/manager Angelo Dundee lo convince a continuare a combattere. Una volta che Clay è in grado di vedere di nuovo, domina il combattimento  costringendo Liston al ritiro prima del settimo round, rendendo Clay il secondo più giovane campione dei pesi massimi dell'epoca dopo Floyd Patterson.
Clay trascorre del tempo con Malcolm X ed è invitato a casa del leader della Nation of Islam Elijah Muhammad, dove gli viene dato il nome Muhammad Ali. Suo padre, Cassius Clay Sr., disapprova. Ali sposa Sonji Roi, un'ex coniglietta di Playboy, sebbene non sia musulmana e non rispetti la segregazione sessuale. Ali va in Africa e incontra Malcolm X, ma in seguito si rifiuta di parlargli, onorando i desideri di Elijah Muhammad. È sconvolto per l'assassinio di Malcolm X.
Al ritorno in America, Ali combatte Sonny Liston una seconda volta e lo mette fuori combattimento al primo round. Lui e Sonji divorziano dopo che lei si oppone a vari obblighi che hanno le donne musulmane.
Ali rifiuta la coscrizione per la guerra del Vietnam e viene privato della licenza, del passaporto e del titolo di pugilato e condannato a cinque anni di prigione. Ali sposa la diciassettenne Belinda Boyd. Dopo una pausa di tre anni, la sua condanna viene ribaltata in Clay v. United States e nella sua battaglia di rimonta, va contro Jerry Quarry e vince per KO tecnico in tre turni. Ali tenta di riconquistare il campionato dei pesi massimi contro Joe Frazier. Nella "Fight of the Century", Frazier ha generalmente il sopravvento su Ali e vince per decisione, la prima sconfitta della carriera di Ali. Frazier in seguito perde il campionato contro George Foreman.
Foreman e Ali vanno a Kinshasa, nello Zaire, per il combattimento "Rumble in the Jungle". Lì, Ali incontra Veronica Porché e ha una relazione con lei. Dopo aver letto voci sulla sua infedeltà sui giornali, sua moglie Belinda si reca nello Zaire per affrontarlo. Ali dice di non essere sicuro di amare Veronica, ma è concentrato esclusivamente sulla sua prossima title shot.
Per buona parte della lotta contro Foreman, Ali si appoggia alle corde (rope-a-dope) permettendo a Foreman di stancarsi. Quindi mette fuori combattimento l'esausto Foreman, riconquistando il campionato dei pesi massimi.

## Produzione

### Cast
Il film, che si segnala anche per essere la prima collaborazione tra il regista Michael Mann e Jamie Foxx, che lavorarono nuovamente insieme in Collateral e Miami Vice, consacrò definitivamente la stella di Will Smith, che dimostrò di essere capace di interpretare un ruolo lontano dai suoi soliti personaggi. Il pugile Joe Frazier viene interpretato dall'ex-campione mondiale dei pesi massimi dell'organizzazione WBA James "Lights Out" Toney, mentre i panni di George Foreman vennero vestiti da Charles Shufford, a sua volta pugile professionista.

## Riconoscimenti
- 2002 - Premio Oscar
  - Candidatura per il miglior attore protagonista a Will Smith
  - Candidatura per il miglior attore non protagonista a Jon Voight
- 2002 - Golden Globe
  - Candidatura per il miglior attore in un film drammatico a Will Smith
  - Candidatura per il miglior attore non protagonista a Jon Voight
  - Candidatura per la miglior colonna sonora a Lisa Gerrard e Pieter Bourke
- 2002 - Broadcast Film Critics Association
  - Candidatura per il miglior film
  - Candidatura per il miglior attore protagonista a Will Smith
  - Candidatura per il miglior attore non protagonista a Jon Voight
- 2002 - Chicago Film Critics Association
  - Candidatura per il miglior attore non protagonista a Jon Voight
- 2002 - MTV Movie Awards
  - Miglior performance maschile a Will Smith